# چاووش‌لو (بورچکا)
چاووش‌لو (به ترکی استانبولی: Çavuşlu) یک منطقهٔ مسکونی در ترکیه است که در بورچکا واقع شده‌است. چاووش‌لو ۳۰۲ نفر جمعیت دارد.